# Elias Lindholm
Elias Lindholm (Boden, Suecia, 2 de diciembre de 1994) es un jugador profesional sueco de hockey sobre hielo que se desempeña en la posición de centro en Vancouver Canucks, equipo de la National Hockey League (NHL).

## Carrera
Fue seleccionado en la primera ronda en la NHL Entry Draft de 2013. Hizo su debut profesional con el equipo Carolina Hurricanes, en el cual jugó cinco temporadas (2013-2018), después pasó a Calgary Flames (2018-2023), luego a Vancouver Canucks, donde lleva jugando una temporada.